# Phú Thuận (An Giang)
Phú Thuận is een xã in het district Thoại Sơn, een van de districten in de Vietnamese provincie An Giang in de Mekong-delta. Phú Thuận ligt aan de Quốc lộ 80, de nationale weg, die vanaf de Mỹ Thuậnbrug in Vĩnh Long naar Hà Tiên gaat. Deze weg is in totaal 210 kilometer lang.